# سوتلانا پریاخنا
سوتلانا پریاخنا (روسی: Светлана Анатольевна Пряхина؛ زادهٔ ۲۹ ژوئیهٔ ۱۹۷۰) بازیکن هندبال اهل روسیه است.